# Mnémé
Pour les articles homonymes, voir Mnémé (homonymie).
Dans la mythologie grecque, Mnémé (en grec ancien Μνήμη / Mnếmê) était l'une des trois Muses d'origine (béotiennes), filles de Mnémosyne, même si elles furent plus tard neuf. Ses sœurs étaient Aédé et Mélété,.

## Famille
Fille de Zeus (dieu du ciel et de la foudre et souverain des dieux) et de Mnémosyne (déesse de la mémoire et inventrice du langage), Mnémé a pour sœurs Aédé et Mélété. 
Mnémé a également de nombreux demi-frères et demi-sœurs de par son père, l'abondante progéniture de Zeus.

## Fonctions
Mnémé était la Muse de la Mémoire.
L'association entre les trois Muses peut se comprendre en termes de transmission de connaissance. Il y a la voix (Aédé), un effort de compréhension (Mélété) et une mémorisation rendue possible (Mnémé). Pour connaitre, il faut qu'un savoir soit exprimé (chanté par un aède), qu'une personne fasse l'effort de le recevoir intellectuellement suffisamment pour qu'il pénètre sa mémoire. 

## Évocation moderne
- Mnémé, un des satellites naturels de Jupiter, porte son nom[3].
- Le lac de Mnémé (en), en Antarctique, tient son nom de la déesse[4].